# سوکراتیس پاپاستاتوپولوس
سوکراتیس پاپاستاتوپولوس (یونانی: Σωκράτης Παπασταθόπουλος؛ زادهٔ ۹ ژوئن ۱۹۸۸) بازیکن فوتبال اهل یونان است که برای باشگاه فوتبال رئال بتیس بازی می‌کند.